# هفدهمین دوره انتخابات لوک سبها
هفدهمین دوره انتخابات لوک سبها (انگلیسی: 17th Lok Sabha) همان مجلس عوام یا مجلس قانون‌گذاری هند است که در انتخابات سراسری هند (۲۰۱۹)، ۵۴۵ نفر نماینده (مجلس عوام)، شامل ۵۳۰ نفر با رای مستقیم شهروندان و ۱۳ نفر از ۷ فرمانداری کل انتخاب، و به مجلس عوام راه پیدا می‌کنند.لوک سبها به معنی مجلس مردم است، مجلس نمایندگان دو مجلسی هند شامل خانه بالایی به نام راجیا سبها است، و خانه پائینی لوک سبها که اعضای لوک سبها توسط رای‌گیری عمومی جهانی و یک سیستم پیشین رای‌گیری در حوزه‌های انتخابی هر نماینده انتخاب می‌شوند و هر نماینده به مدت پنج سال یا تا زمانی که ریاست جمهوری بر اساس توصیه شورای وزیران تأیید کند انتخاب می‌شود. جلسات مجالس لوک سبها و راجیا سبها در دهلی نو برگزار می‌شود.

## اعضای مجلس عوام

### سخنگوی لوک سبها
سخنگوی لوک سبها مدیر اجرایی لوک سبها (مجلس عوام) در مجلس نمایندگان هند است. سخنگو در اولین جلسه لوک سبها پس از انتخابات عمومی برای مدت پنج سال انتخاب می‌شود. سخنگوی انتخاب شده از میان اعضای لوک سبها است و همزمان عضو حزب حاکم یا اتحاد است.
سخنران فعلی سامیترا ماهجان از حزب بهارتیا جاناتا است، که طی شانزدهمین دوره مجلس لوک سبها سخنگو مجلس بوده‌است. او دومین زنی است که پس از مری کومار در این پست در هند انجام وظیفه می‌کند.

### معاون سخنگو
معاون سخنگوی لوک سبها، معاون رئیس مجلس عوام است، در مجلس نمایندگان هند، او به عنوان مدیر اجرایی در صورت ترک یا غیاب ناشی از مرگ یا بیماری سخنگو جایگزین سخنگوی مجلس عوام خواهد شد. به موجب توافق در قانون اساسی، سمت معاون سخنگوی مجلس به حزب اپوزیسیون در هند تعلق می‌گیرد.
معاون سخنگو در اولین جلسه برگزاری لوک سبها پس از انتخابات عمومی برای یک دوره ۵ ساله از میان اعضای لوک سبها انتخاب می‌شود. او در هر شرایطی در موقعیت خود نهادینه است مگر این که استعفا کند، او تنها می‌تواند از طریق قطعنامه ای که توسط اکثریت قاطع اعضای آن به تصویب برسد کنارگذاشته شود. رای اکثریت مؤثر، یعنی اکثریت باید ۵۰٪ یا بیش از ۵۰٪ از کل نمایندگان حاضر در مجلس باشد. از آنجا که معاون سخنگو لوک سبها در قبال کل مجلس عوام مسئول است، کنار گذاشتن وی تنها با اکثریت مؤثر لوک سبها میسر است. معاون سخنگو باید از حزب اصلی خود استعفا دهد زیرا به عنوان معاون سخنگو، باید موضع بی‌طرف داشته باشد.

### رهبر مجلس عوام
رهبر لوک سبها، رهبر مجلس نمایندگان هند است، در قانون به‌طور پیش فرض نخست‌وزیر این سمت را در صورتیکه عضو لوک سبها باشد برعهده دارد. اما اگر نخست‌وزیر عضو مجلس نمایندگان مجلس نباشد، می‌تواند وزیر دیگری را به عنوان رهبر مجلس نمایندگان لوک سبها معرفی کند.

## اعضاء
- سخنگو: TBD
- معاون سخنگو: TBD
- رئیس مجلس: TBD
- رهبر اپوزسیون: TBD

### توزیع کرسی‌های حزبی
| حرب | حرب                                                    | مخفف  | کرسی‌ها | رهبر لوک سبها |
| --- | ------------------------------------------------------ | ----- | ------ | ------------- |
|     | حزب بهاراتیا جاناتا                                    | BJP   | TBD    | TBD           |
|     | کنگره ملی هند                                          | INC   | TBD    | TBD           |
|     | کنگره ترینامول                                         | AITC  | TBD    | TBD           |
|     | شیو سنا                                                | SS    | TBD    | TBD           |
|     | حزب تلوگو دسام                                         | TDP   | TBD    | TBD           |
|     | تلانگارا راشتتر سامیتی                                 | TRS   | TBD    | TBD           |
|     | حزب کمونیست هند (مارکسیست)                             | CPI-M | TBD    | TBD           |
|     | حزب ناسیونالیست کنگره                                  | NCP   | TBD    | TBD           |
|     | حزب سماجوادی                                           | SP    | TBD    | TBD           |
|     | حزب لوک حانشاکاتی                                      | LJP   | TBD    | TBD           |
|     | حزب آئام آئادنی                                        | AAP   | TBD    | TBD           |
|     | شیرومانی آکالی دال                                     | SAD   | TBD    | TBD           |
|     | حزب کنگره YSR                                          | YSRCP | TBD    | TBD           |
|     | جبهه دموکرات متحده هند                                 | AIUDF | TBD    | TBD           |
|     | سیاستمدار مستقل                                        | IND   | TBD    | TBD           |
|     | راشتریا جاناتا دال                                     | RJD   | TBD    | TBD           |
|     | حزب باشتریا لوک ساماتا                                 | RLSP  | TBD    | TBD           |
|     | آپنا دال                                               | AD    | TBD    | TBD           |
|     | حزب ملی لوک دال هند                                    | INLD  | TBD    | TBD           |
|     | لیگ اتحاد مسلمانان هند                                 | IUML  | TBD    | TBD           |
|     | جاناتا دال (متحد)                                      | JD-U  | TBD    | TBD           |
|     | جارکند موکاتی مورکا                                    | JMM   | TBD    | TBD           |
|     | مجلس اتحاد مسلمین هند                                  | AIMIM | TBD    | TBD           |
|     | کنگره ان آر هند                                        | AINRC | TBD    | TBD           |
|     | حزب کمونیست هند                                        | CPI   | TBD    | TBD           |
|     | کنفرانس ملی جامو و کشمیر                               | JKNC  | TBD    | TBD           |
|     | حزب دموکراتیک مردم جامو و کشمیر                        | JKPDP | TBD    | TBD           |
|     | جاناتا دال سکولار                                      | JD-S  | TBD    | TBD           |
|     | حزب پیشرو حزب دموکرات ملی                              | NDPP  | TBD    | TBD           |
|     | حزب ملی مردم هند                                       | NPP   | TBD    | TBD           |
|     | پاتالی ماکال کاچی                                      | PMK   | TBD    | TBD           |
|     | راشتریا لوک دال                                        | RLD   | TBD    | TBD           |
|     | حزب سوسیالیست انقلابی (هند)                            | RSP   | TBD    | TBD           |
|     | جبهه دموکراتیک سیکیم                                   | SDF   | TBD    | TBD           |
|     | سواب هیمانی پاکشا                                      | SWP   | TBD    | TBD           |
|     | حزب جان آتهیکار                                        | JAP-L | TBD    | TBD           |
|     | کرسی‌های ذخیره نامزدی نمایندگان آنگلو- هند در لوک سبها. | NOM   | TBD    | TBD           |